# おおず街なか再生館
株式会社おおず街なか再生館（おおずまちなかさいせいかん）は、愛媛県大洲市大洲に本社を置き、大洲市などが出資していたタウンマネージメント機関（TMO）。観光案内所や特産品販売コーナー、飲食店などが入る大洲まちの駅「あさもや」の運営の他、着地型ツアーのプロデュースなどを展開していた。
2019年3月31日付で解散し、全事業を一般社団法人キタ・マネジメント が継承した。

## 事業
- 物販事業（大洲まちの駅あさもやの運営）
- 集客事業（観光ツアーのプロデュースなど）
- まちづくり事業

## 沿革
- 1998年 - 大洲市･大洲商工会議所を中心として設立準備を開始。
- 2002年 - 「株式会社おおず街なか再生館」設立。大洲TMOの認定を受ける。
- 2006年 - 旅行業第二種登録（愛媛県知事登録旅行業大2-161号）。
- 2019年 - 会社解散。全事業を一般社団法人キタ･マネジメントに継承。